# ハーブ・リッツ
ハーブ・リッツ（Herb Ritts, 1952年8月13日 - 2002年12月26日）はアメリカ・カリフォルニア州生まれの写真家。

## 経歴
大学卒業後、家業の家具店に勤めていたが、友人のリチャード・ギアを撮影した写真をきっかけに本格的に写真家としてのキャリアを始める。
オリビア・ニュートン＝ジョンの『虹色の扉』のジャケットで一躍人気カメラマンとなり、その後も彼女のLP、EP、スチルなどを手がけた。
1980年代半ばから、マドンナと自宅が近い事などの理由で、ツアーに同行するなど、ほとんど専属カメラマンのような付き合いをする。『虹色の扉』と同じポーズで録ったアルバム「トゥルー・ブルー」のジャケット写真、「チェリッシュ」のプロモーションビデオの監督も手がけた。
白と黒を基調としたモノクロポートレートに定評があり、『ヴォーグ』『インタビュー』など数々の雑誌で活躍。その他にジャック・ニコルソンら数々のスターのポートレートの手掛けた。また、女性男性問わずヌードの撮影も行ってきた。
1990年代以降は映像監督としても様々なアーティストのミュージックビデオの監督を務め、マイケル・ジャクソンやジャネット・ジャクソンのMVを手掛けた。
日本国内では1992年、宮沢りえ出演「カルビーポテトチップスTVCM」にて監督兼撮影を手がけた。
2002年、肺炎で死去。

## 主な仕事

### 雑誌
- ヴォーグ
- ヴェニティ・フェア
- ローリング・ストーン

### 広告キャンペーン
- カルヴァン・クライン
- シャネル
- ダナ・キャラン
- GAP
- ジャンフランコ・フェレ
- ジャンニ・ヴェルサーチ
- アルマーニ
- リーヴァイス
- ピレリ
- ヴァレンティノ
- ポロ・ラルフ・ローレン

## 主な写真集
- 『PICTURES』 1988年
- 『Men/Women』 1989年
- 『Notorious』 1992年
- 『Africa』 1994年
- 『Kazu』 1995年
- 『Work』 1996年
- 『Herb Ritts』 1999年

### ミュージックビデオ
- マイケル・ジャクソン - シングル「イン・ザ・クローゼット」のショートフィルムを撮影
- ジャネット・ジャクソン - シングル「ラヴ・ウィル・ネヴァー・ドゥー」のミュージックビデオを撮影
- マドンナ - シングル「チェリッシュ」のミュージックビデオを撮影

### ジャケット
- オリビア・ニュートン＝ジョン - アルバム『虹色の扉』『噂〜うわさ』のジャケット写真を撮影
- マドンナ - アルバム『トゥルー・ブルー』のジャケット写真を撮影
- プリンス - アルバム「ザ・ヒッツ」のジャケット写真を撮影